# CSX Transportation
La CSX Transportation è una compagnia ferroviaria statunitense, operante fra la East Coast e la regione del Mississippi, nata il 1º luglio 1986. È l'unione di varie compagnie ferroviarie, fra cui spiccano le storiche Chesapeake and Ohio Railway e Baltimore and Ohio Railroad.

## Storia

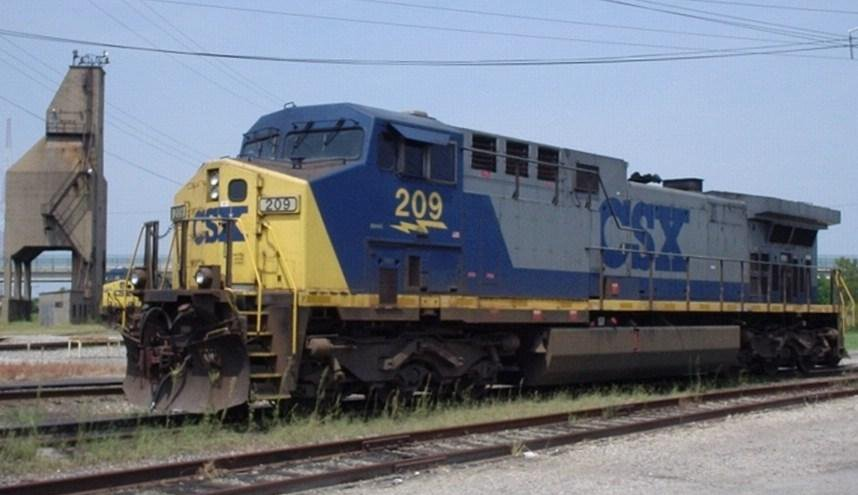
Una GE Dash 9-44CW (o sua derivata) nella tipica livrea argento-azzurra della CSXT.

La CSX Transportation (abbreviata in CSXT) nasce il 1º luglio 1986 dalla fusione della Seaboard System Railroad e della Chessie System, Inc., in risposta alla fusione della Norfolk and Western Railway e della Southern Railway Company nella potente Norfolk Southern Railway.
La Seaboard System Railroad era la fusione, avvenuta nel 1982 delle compagnie Atlantic Coast Line Railroad, con la Seaboard Air Line Railroad, e la Louisville and Nashville Railroad, tutte operanti nel Sud-Est degli Stati Uniti, senza peraltro mai distinguersi nel panorama ferroviario nordamericano.
La Chessie System invece era la holding che controllava la storica e potente Chesapeake and Ohio Railway (C&O), nonché la sua rivale storica, la Baltimore and Ohio Railroad (B&O), più alcune compagnie minori. Queste due compagnie operavano dalla Baia di Chesapeake verso l'interno del paese (zona del Mississippi e Chicago), attraverso i Monti Appalachi. Proprio la presenza di queste montagne avevano resero tali ferrovie estremamente potenti: se da un lato la catena montuosa rendeva difficile la costruzione e l'esercizio delle linee, dall'altro le ricche miniere di carbone e ferro del sottosuolo costituirono il principale prodotto trasportato, rendendo le due compagnie capaci di passare indenni alla contrazione del mercato ferroviario durante la Grande depressione. La C&O in particolare fu la compagnia ferroviaria che immise in servizio attivo la locomotiva a vapore più potente, la classe H-8 "Allegheny", costruita in 60 esemplari.

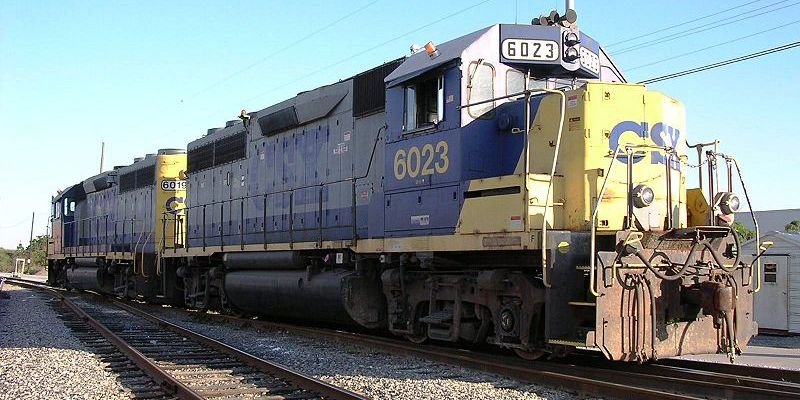
Una coppia di EMD GP-40 a Tampa, Florida.

La fusione della Chessie System e della Seaboard System Railroad fece sì che la CSX Transportation disponesse di una delle due grandi reti ferroviari della Costa Orientale statunitense. Ad integrare sia le linee mancanti nella regione dei Grandi Laghi che il materiale rotabile, ci fu nel 1999 la spartizione della Conrail (abbreviazione di Consolidated Rail Corporation). Quest'ultima era nata dalla Penn Central Transportation (a sua volta nata nel 1968 dalla fusione della New York Central Railroad e Pennsylvania Railroad) e alcune compagnie minori operanti nel Nord-Est degli Stati Uniti. Con la spartizione della società avvenuta 22 agosto 1988 a CSX Transportation prese possesso del 42% delle linee della Conrail.
La CSX Transportation ha il suo quartier generale a Jacksonville, Florida.

## Linee principali
Tali e tante sono le linee ferroviarie della CSXT, che è praticamente impossibile farne solo un sunto o una classificazione. Esse coprono tutta la zona Orientale degli Stati Uniti fino al Mississippi, abbracciando tutte le principali città e porti. La rete si sovrappone a quella della rivale Norfolk Southern Railway.
La CSXT si divide in due blocchi, ognuna con cinque divisioni.
Divisioni Settentrionali:
- Great Lakes Division
- Chicago Division
- Albany Division
- Baltimore Division
- Louisville Division

Divisioni Meridionali:
- Atlanta Division
- Huntington Division
- Nashville Division
- Florence Division
- Jacksonville Division